# Ceratocapsus luteus
Ceratocapsus luteus är en insektsart som beskrevs av Knight 1923. Ceratocapsus luteus ingår i släktet Ceratocapsus och familjen ängsskinnbaggar. Inga underarter finns listade i Catalogue of Life.